# Lütfi Elvan

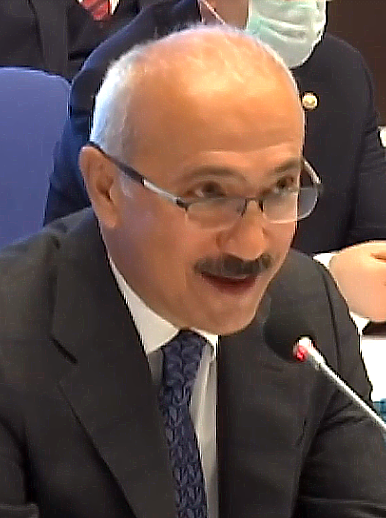
Lütfi Elvan, 2020

Lütfi Elvan (* 12. März 1962 in Ermenek) ist ein türkischer Bergbauingenieur und Politiker der Adalet ve Kalkınma Partisi (AKP). Er ist Abgeordneter in der türkischen Nationalversammlung und war Verkehrsminister, stellvertretender Ministerpräsident, Minister für Entwicklung und Finanzminister.

## Leben
Lütfi Elvan wurde 1962 als Sohn von A. Nuri Elvan und dessen Ehefrau Samiye in Ermenek in der Provinz Karaman geboren. Er studierte Bergbautechnik an der İstanbul Teknik Üniversitesi und schloss das Studium 1987 ab.
Elvan erhielt ein Stipendium der staatseigenen Bergbaugesellschaft Etibank und konnte damit ein Postgraduiertenstudium im Ausland aufnehmen. 1986 schloss er an der University of Leeds ein Master-Studium in Bergbautechnik und Operations Research ab. Im Jahr 1995 schloss er ein weiteres Masterstudium in Wirtschaftswissenschaften an der University of Delaware ab.
Elvan arbeitete ab 1987 als Ingenieur im Bereich „Operations Research“ bei Etibank. Dort war er insbesondere damit beauftragt, computergestützte Abbaumethoden zu implementieren. 1989 wechselte er an das Staatliche Planungsamt der Türkei. 1996 wurde er Leiter der Abteilung für regionale Entwicklung. 2002 wurde er stellvertretender Staatssekretär im Planungsamt. Im Juli 2007 trat er von seinem Amt zurück und wurde Abgeordneter.
Elvan wurde Mitglied der AKP und bei der Parlamentswahl 2007 für Karaman in die Große Nationalversammlung der Türkei gewählt. Außerdem ernannte man ihn zu einem der Chefberater des Parteivorsitzenden und wählte ihn zum Vorsitzenden der interparlamentarischen Gruppe Ungarn-Türkei.
Bei der Parlamentswahl 2011 wurde Elvan erneut in die Nationalversammlung gewählt. Er war Vorsitzender des Haushaltsausschusses.
Am 26. Dezember 2013 berief Erdoğan Lütfi Elvan zum Minister für Verkehr, Schifffahrt und Kommunikation im Kabinett Erdoğan III. Er blieb bis 6. März 2015 in diesem Amt. Vom 24. November 2015 bis zum 24. Mai 2016 war er stellvertretender Ministerpräsident. Anschließend war er vom 24. Mai 2016 bis zum 9. Juli 2018 Minister für Entwicklung im Kabinett Yıldırım.
Nach dem Rücktritt von Finanzminister Berat Albayrak ernannte Staatspräsident Erdoğan Elvan am 9. November 2020 zum Finanzminister. Die Ernennung wurde mit Veröffentlichung im Amtsblatt der Türkei am Folgetag wirksam. Am 1. Dezember 2021 wurde Elvan entlassen.
Elvan ist verheiratet und hat zwei Kinder.